# Aspiromitus assamicus
Aspiromitus assamicus là một loài rêu trong họ Anthocerotaceae. Loài này được D.C. Bhardwaj R.M. Schust. mô tả khoa học đầu tiên năm 1987.